# Esteban Huertas
Esteban Huertas López (Úmbita, Boyacá, Estados Unidos de Colombia, 28 de mayo de 1869-Ciudad de Panamá, República de Panamá, 31 de julio de 1943) fue un comandante militar primero colombiano y posteriormente panameño, el cual tuvo un papel importante en la separación de Panamá de Colombia. Tras la separación, se convirtió en el comandante en jefe del Ejército Nacional de Panamá, hasta su renuncia en 1904.

## Biografía

### Orígenes
Esteban Huertas López nació el 28 de mayo de 1869 en el municipio de Úmbita, Departamento de Boyacá, Estados Unidos de Colombia. Debido a la falta de documentación precisa sobre su fecha de nacimiento existe una confusión sobre si nació en 1869 o en 1876, aunque existe una partida de bautismo fechada el 30 de mayo de 1869 de un niño de nombre Juan Esteban Huertas López que apenas tenía dos días de nacido.
Esteban Huertas nació en el seno de familia de campesinos pobres, sus padres fueron Fulgencio Huertas y Sagrario López. Aunque los detalles sobre sus primeros años son escasos, se sabe que Huertas creció en un entorno rural donde las oportunidades educativas y de progreso personal eran limitadas. Es en este contexto que desde muy pequeño Esteban desarrollo los principales pilares de su carácter que años más tarde le ayudarían a escalar en su carrera militar. 
Su educación formal fue muy limitada al igual que el resto de jóvenes de su región en esa época, lo que llevó a sus padres a que lo internaran en un convento local para que aprendiera de la disciplina sacerdotal. Sin embargo, Esteban se escapó a los 8 años y nunca más volvió a ver a su familia. Poco después de esto se unió de manera voluntaria al Ejército de Colombia a través de un batallón del mismo que en la época acostumbraba a integrar a niños en sus filas.

## Carrera Militar

### Primeros Años
Luego a los 9 años participó en el combate de Alto de los Rojas como ejecutante de tambor y en 1888 fue ascendido a cabo. En 1890 fue designado al batallón Valencey del departamento de Panamá como tambor mayor e instructor de la sección de trompetas. Sus padres intentaron de que regresara a Boyacá, pero fue protegido por un oficial que lo mantuvo en Panamá.
Huertas siguió teniendo un difícil ascenso en el escalafón. Luchó en la Guerra de los Mil Días por el lado conservador, donde ganó diversas distinciones. En 1900 perdió su mano izquierda por la explosión por recalentamiento de la culata del cañón que operaba durante el sitio del Morro de Tumaco, a bordo de la nave Boyacá, por lo que le fue repuesto con una prótesis de madera. En 1902, fue promovido al grado de general. Manuel Amador Guerrero intentó obtener el apoyo de Huertas esparciendo rumores de que perdería su rango y sería enviado a las peligrosas islas de Colombia. Al año siguiente Huertas presidió el consejo de guerra que condenó y ejecutó al líder liberal guerrillero Victoriano Lorenzo.

### Separación de Panamá de Colombia

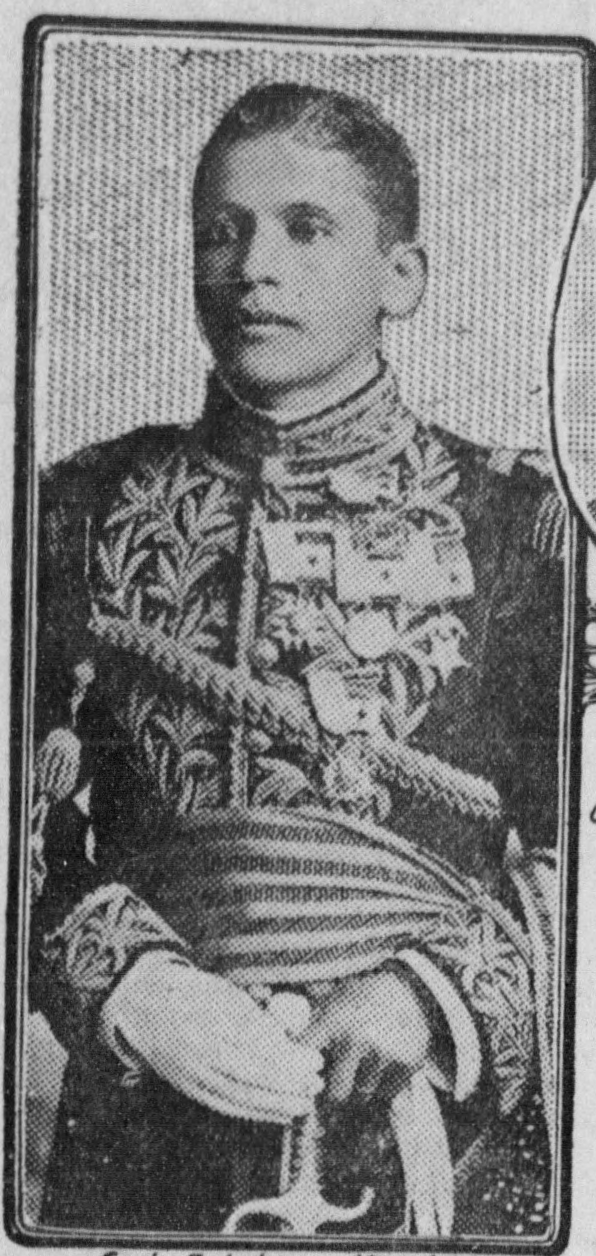
Esteban Huertas alrededor de diciembre de 1903.

En noviembre de 1903 fue protagonista principal de los hechos que determinaron la separación de Panamá de Colombia. Huertas apresó en la Ciudad de Panamá, a los comandantes colombianos del Batallón Tiradores que habían llegado a Panamá en atención a los rumores que circulaban en las esferas del gobierno colombiano y de Estados Unidos, del movimiento a favor de la independencia de Panamá que se había organizado, luego del rechazo por parte del Senado Colombiano, del Tratado Herrán-Hay, meses antes. Los comandantes habían sido previamente separados de sus tropas mediante un ardid ejecutado por los ejecutivos estadounidenses de la compañía del ferrocarril, quienes pusieron a disposición de los oficiales el vagón de lujos del tren que los trajo a Panamá el 3 de noviembre, pero que el resto de la tropa tendría que esperar a que pudieran disponer de más vagones para poder traerla a Panamá, por lo que estas se encontraban aún en la Ciudad de Colón.
Llegados los oficiales al cuartel bajo el mando de Huertas, este ordenó a uno de sus asistentes aprehender a los oficiales colombianos y conducirlos a la cárcel local. De este modo Huertas ayudó decisivamente a asegurar la independencia de la nación istmeña sin derramar una gota de sangre, en respaldo al movimiento independentista presidido por el Doctor Manuel Amador Guerrero.
Entre tanto, la tropa colombiana conformada por 500 soldados llegados a Panamá ese día, permanecieron en Colón sin contacto con sus oficiales, sin órdenes precisas y sin transporte para llegar a la Ciudad de Panamá, donde estaban ya bajo arresto sus oficiales. Ese día y al día siguiente llegaron dos barcos de guerra norteamericanos a Colón en respaldo de la recién declarada independencia de Panamá y en tales circunstancias, el único oficial al mando de la tropa dispuso tomar un buque y regresar a Cartagena, Colombia. Estos hechos consolidaron la separación de Panamá de Colombia.

### Jefe del ejército panameño
Después de la separación de Panamá de Colombia en 1903, Esteban Huertas desempeñó un papel clave en el establecimiento del Ejército Nacional de Panamá, el cual había surgió del antiguo batallón estacionado en el istmo que pertenecía al Ejército Nacional de Colombia. Huertas fue nombrado comandante en jefe del nuevo ejército y se encargó de organizar la nueva fuerza militar del país. Durante breve su gestión, Huertas se enfrentó a numerosos desafíos, incluyendo la falta de recursos y la necesidad de establecer protocolos de mando y organización.
Poco después de quedar a la jefatura del ejército panameño Huertas empezó a tener fuertes desacuerdos con el presidente Manuel Amador Guerro y su gobierno sobre que hacer con el nuevo ejército y el futuro inmeadito del país. Estas tensiones se vieron reforazadas por presiones de Estados Unidos, que buscaba asegurar su influencia en la región y la construcción del Canal de Panamá. Debido a esto el gobierno panameño del presidente Manuel Amador Guerrero fue disolviendo de al ejército de manera gradual en los últimos meses de 1904, lo que culminó con la renuncia del general Esteban Huertas. Su renuncia como comandante en jefe marco el final de la carrera militar de Esteban Huertas.

### Retiro
Ese mismo año de 1904 el general retirado se mudó a la provincia de Coclé, desde donde envió proclamas en defensa de la dignidad del Estado panameño, en momentos dramáticos de su historia como el conflicto con Costa Rica iniciado en 1921 por la región de Coto, con el fin de otorgar el control a una transnacional bananera norteamericana; o el golpe de Estado de Acción Comunal en 1931, en apoyo a las reformas reivindicativas que este movimiento exigía.

### Muerte
Su postura combativa se mantuvo en pie hasta su muerte, el 31 de julio de 1943. En fecha posterior a su muerte se le dio su nombre a un paseo en la Plaza de Francia, ubicada en el Casco Histórico de la ciudad capital de Panamá.